# Plantenanatomie
De plantenanatomie bestudeert de inwendige bouw en structuur van de plant op het niveau van weefsels en cellen, hoewel dit laatste ook onder de celbiologie gerekend kan worden. De plantenanatomie wordt in de praktijk ook niet scherp afgescheiden van de plantenmorfologie, de studie van de bouw op het niveau van organen en orgaanstelsels.

## Plantaardige cellen
Een levende plantaardige cel bestaat van buiten naar binnen uit een dunne of dikkere celwand, een celmembraan, een dun laagje cytoplasma, en een grote vacuole (centrale ruimte die gevuld is met water en opgeloste stoffen). In het cytoplasma kunnen zich diverse typen organellen bevinden, zoals chloroplasten.
De celwand bestaat uit verschillende lagen: van buiten de middenlamel, de primaire celwand, van binnen de secundaire celwand. De cellen zijn aan elkaar geplakt met de middenlamel: een laagje pectine. Bijvoorbeeld bij het koken van kruimige aardappelen lossen de middenlamellen op en raken de cellen los van elkaar.

## Zaadplanten

### Weefsels en cellen
Traditioneel wordt de anatomie van planten bestudeerd aan de hand van microscopische coupes van de organen. Een doorsnede loodrecht op de lengterichting van het orgaan (zoals van de stengel, wortel, of bladsteel) heet een dwarsdoorsnede. Een lengtedoorsnede van een stengel of wortel kan gemaakt worden in twee richtingen, de radiale doorsnede door het centrum van de stengel of wortel, en de transversale doorsnede loodrecht hierop en evenwijdig aan het buitenoppervlak van stengel of wortel. Aan de hand van alle drie onderling loodrecht op elkaar staande doorsneden wordt een ruimtelijk beeld gevormd.

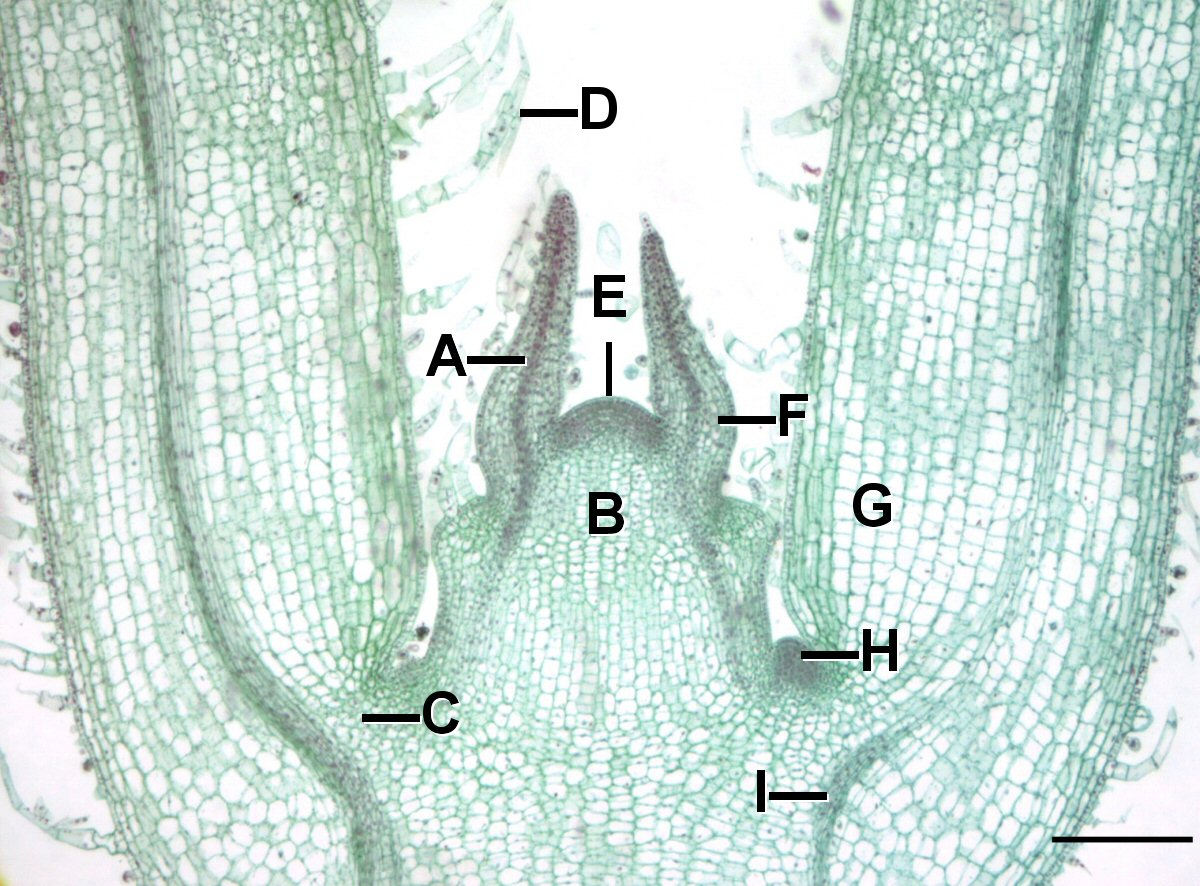
Stengeltop van Coleus. A=Procambium, B=Grondmeristeem, C=Opening die het bladlitteken omringt, D=Trichoom, E=Topmeristeem, F=Ontwikkelende bladprimordia, G=Bladprimordium, H=Okselknop, I=Ontwikkelend vaatweefsel. Schaal=0,2 mm.

### De primaire stengel

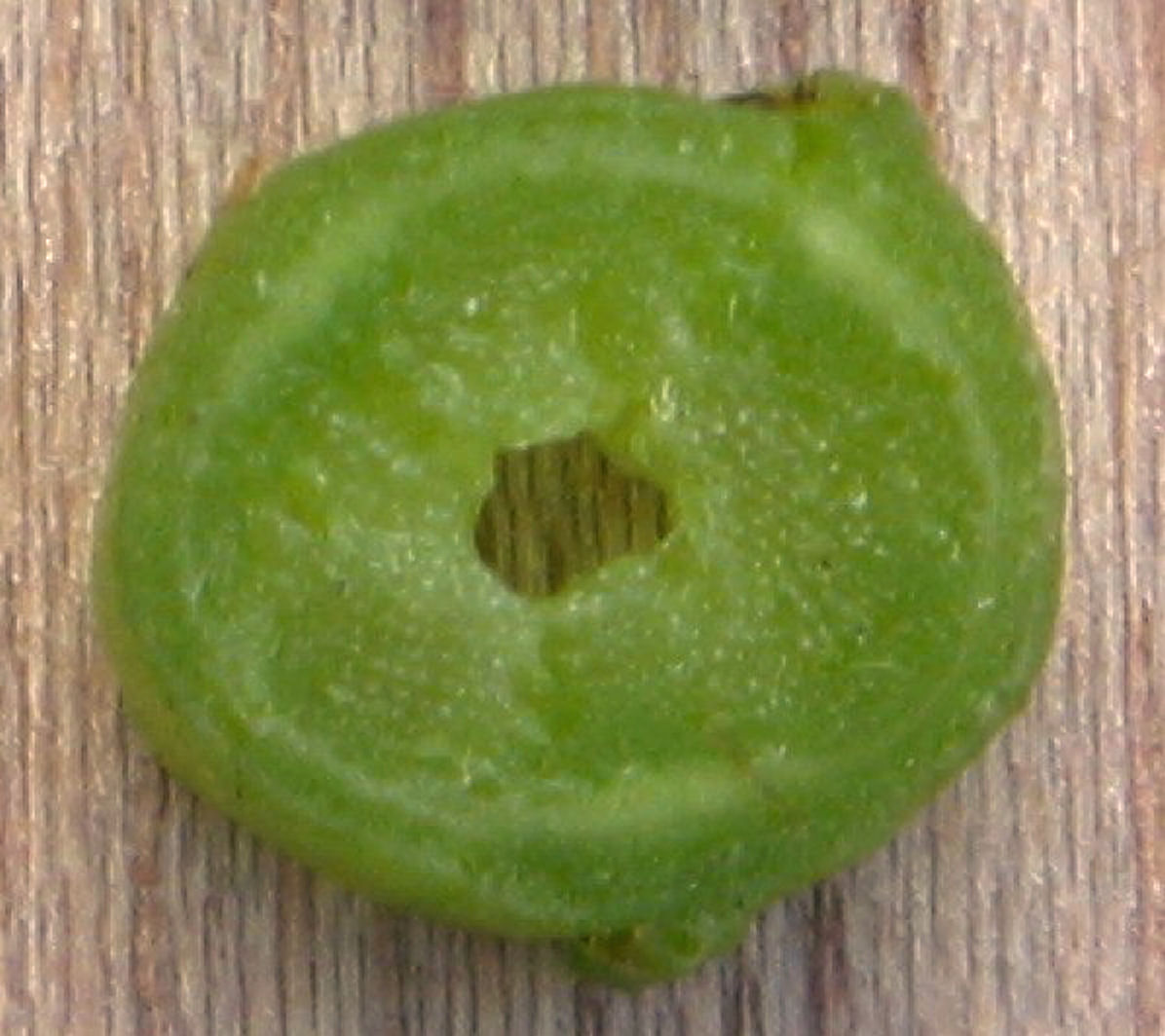
dwarsdoorgesneden aardappelstengel

Aan de toppen van de stengels en de wortels bevinden zich de groeipunten. De stengels en de wortels die uit deze groeipunten ontstaan, heten primair. Op dwarsdoorsnede onderscheiden wij aan de primaire stengel van buiten naar binnen drie gebieden: epidermis, schors of cortex en centrale cilinder of stele. In de stele liggen, omgeven door parenchym, de vaatbundels. Deze liggen bij tweezaadlobbigen in een ring. De vaatbundels zijn verdeeld in een buitenste deel, het floëem, met bastvaten, en een binnenste deel, het xyleem, met houtvaten. Bij eenzaadlobbigen liggen de vaatbundels verspreid op de dwarse doorsnede van de stengel.
Bastvaten vervoeren assimilatieproducten, met name suiker, en de houtvaten vervoeren water en opgeloste stoffen.
Alles wat bij de tweezaadlobbigen binnen de ring van de vaatbundels ligt, noemt men het merg (medulla) van de stengel.

### De primaire wortel

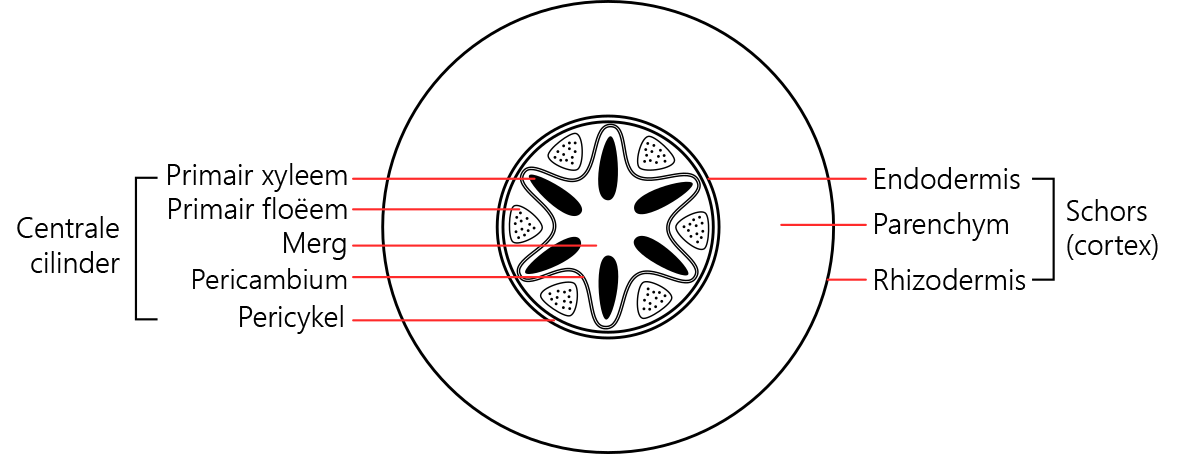
Schematische dwarsdoorsnede van een tweezaadlobbige plantenwortel (met beginnende secundaire diktegroei).

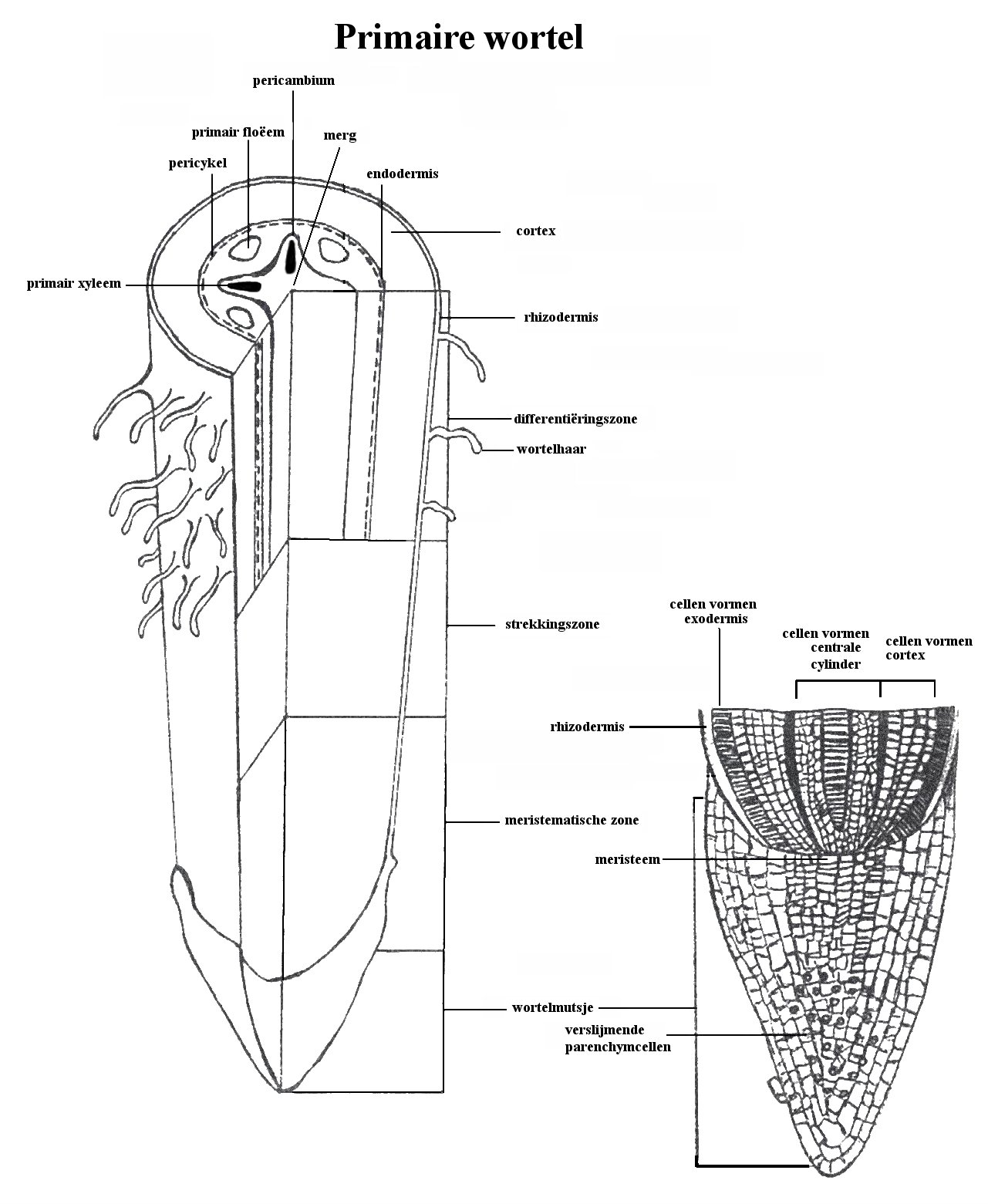
Schematische lengtedoorsnede primaire wortel

- De wortel bestaat van buiten naar binnen uit de volgende weefsels:
  - De rhizodermis bestaat meestal uit één laag van aaneengesloten cellen aan de buitenkant van de plantenwortel, die naar binnen toe exodermis vormen.
  - schors
    - exodermis; één- of meerlagig; neemt bij het ouder worden van de wortel de taak van de dan afgestorven rhizodermis over.
    - parenchym
    -  endodermis

  -  centrale cilinder
    - pericykel
    - floëem
    - pericambium
    - xyleem
    -  merg

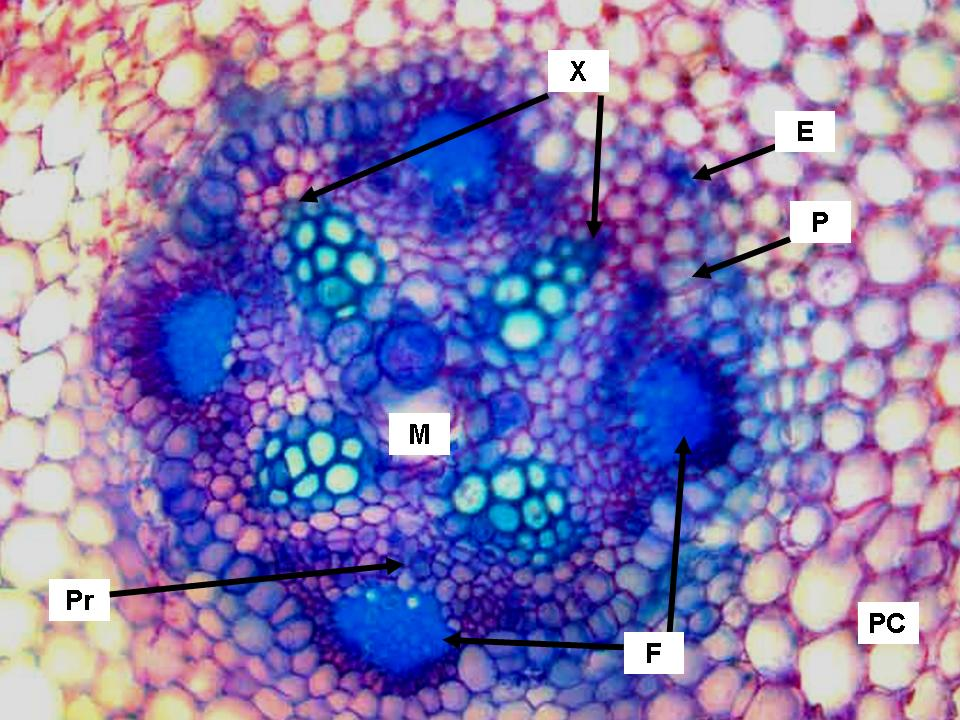
Centrale cilinder van een primaire wortel van de boon (Phaseolus) (tweezaadlobbige). PC: schorsparenchym van de primaire schors; E: endodermis; P: pericykel; X: xyleem; F: floëem; Pr: procambium; M: merg
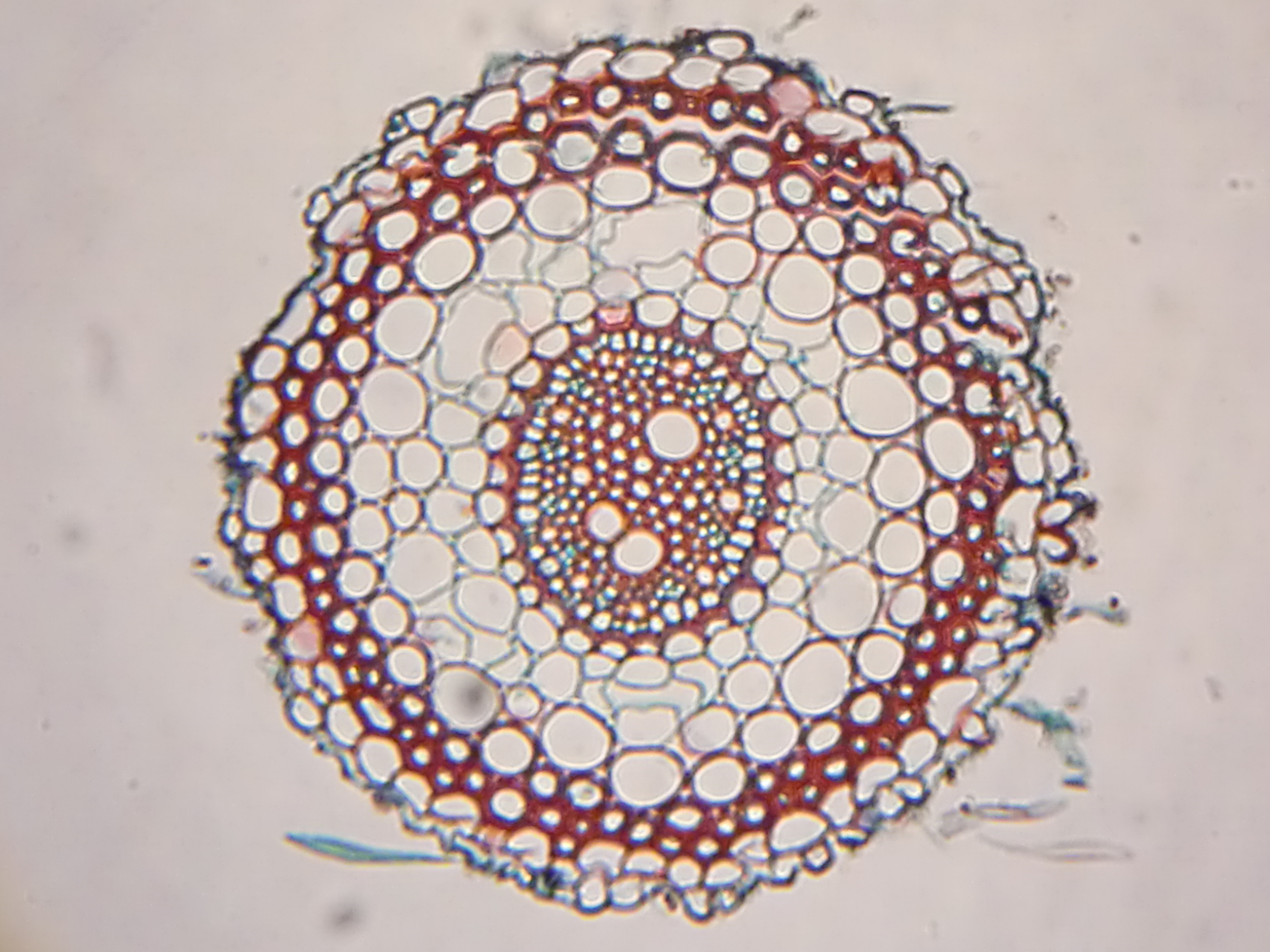
Wortel van gewone tarwe (eenzaadlobbige)
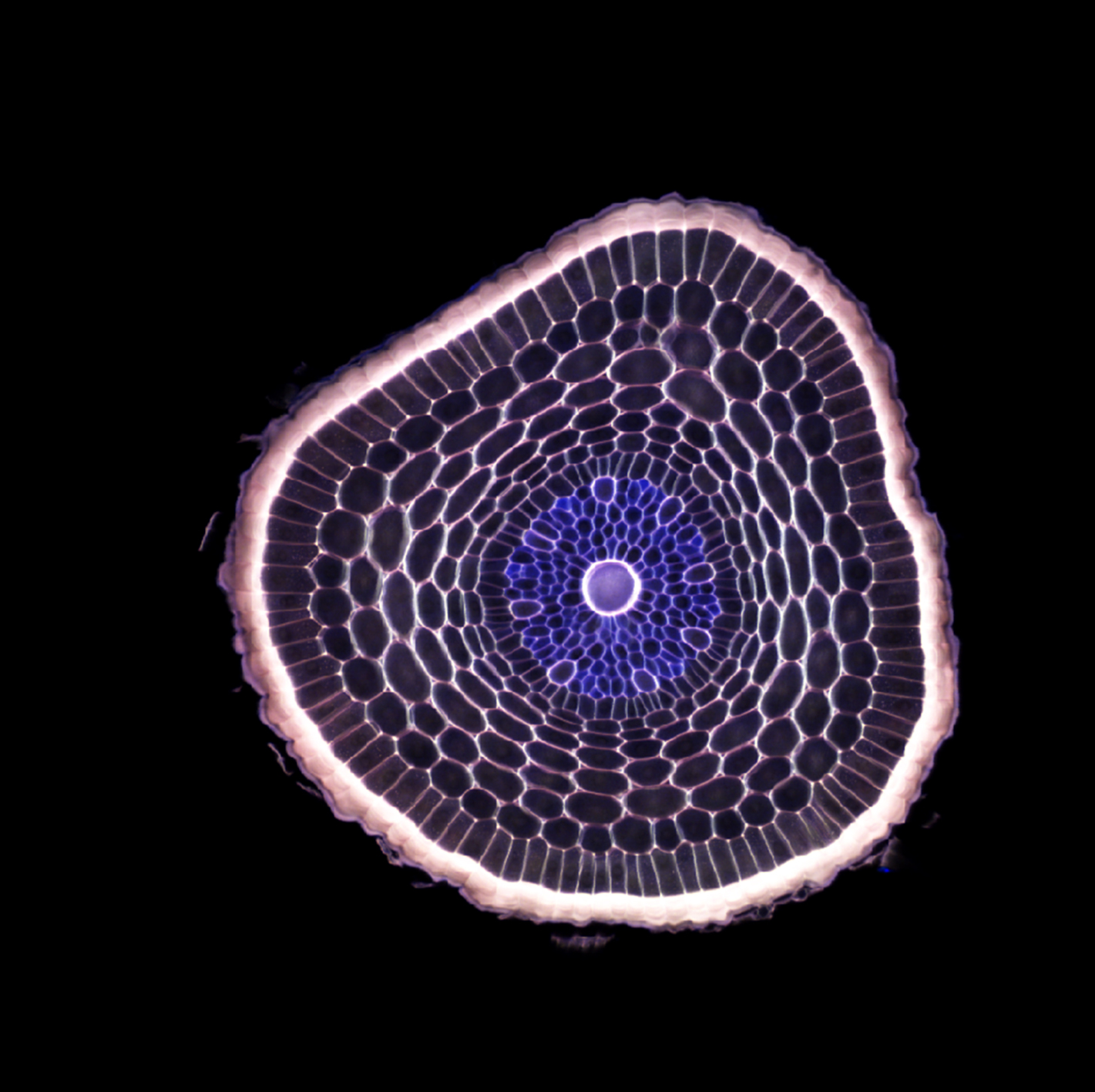
Wortel van gerst (eenzaadlobbige)
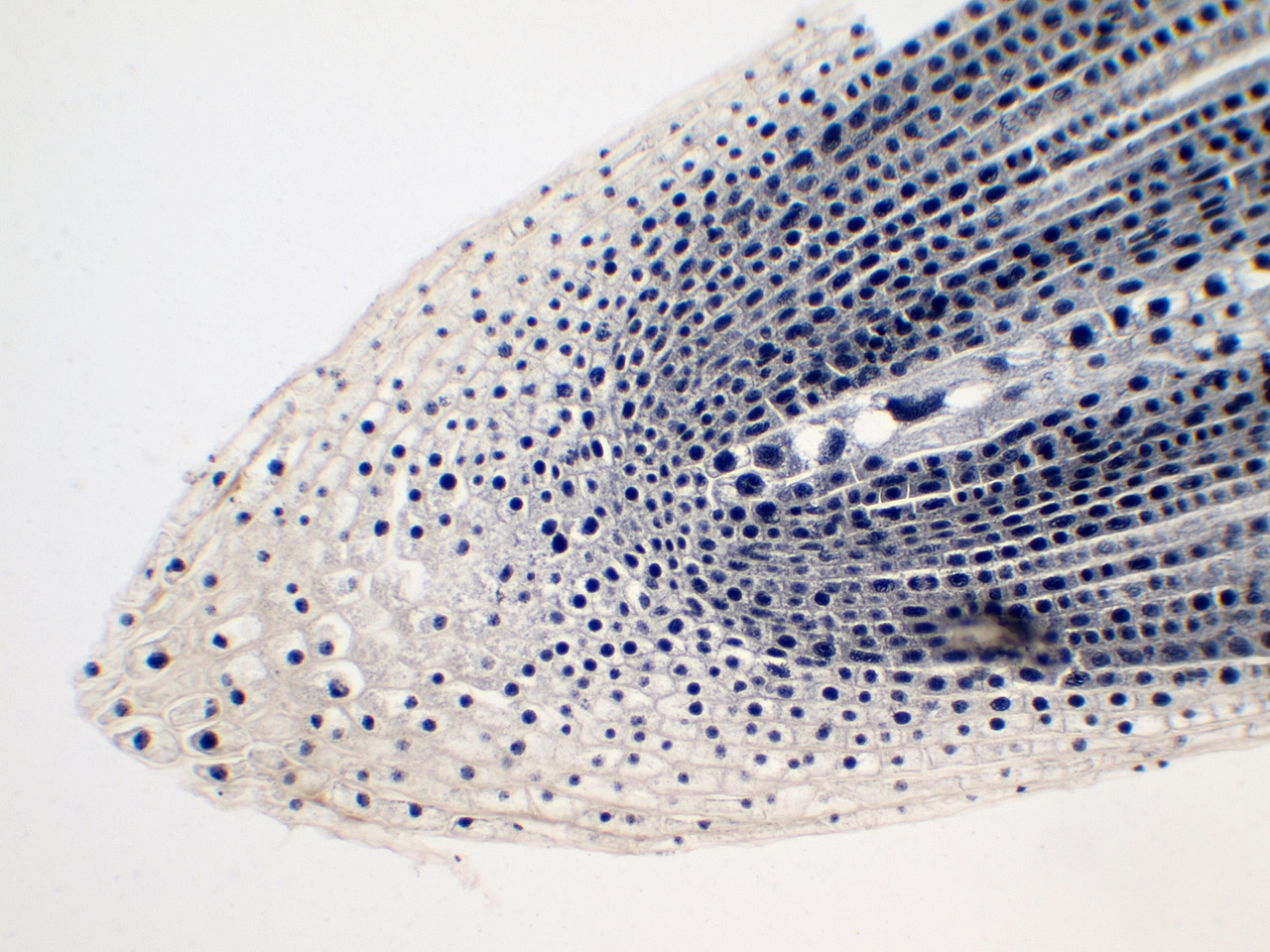
ui, lengtedoorsnede van de worteltop met calyptra

#### Rhizodermis
De rhizodermis is een laag van aaneengesloten cellen aan de buitenkant van de wortel, die naar binnen toe 1- of meerlagig exodermis vormt. De exodermis neemt bij het ouder worden van de wortel de taak van de dan afgestorven rhizodermis over en biedt bescherming tegen bacteriën, virussen en schimmels.

#### Schors
De primaire schors (cortex) vult de zone tussen de rhizodermis en de centrale cilinder. De schors bij de secundaire wortel bestaat bij planten waar de wortel ook als opslagorgaan dient voor het grootste deel uit parenchymcellen gevuld met zetmeelkorrels. Bij grote intercellulairen spreekt men ook van aerenchym.

#### Endodermis
De endodermis is de binnenste laag van de schors en dient als fysiologische barrière tussen de schors en de centrale cilinder. De dicht tegen elkaar liggende cellen bevatten een wasachtige stof (suberine), waardoor de laag cellen voor water ondoordringbaar is. Hierdoor kan water slechts in één richting stromen namelijk naar het midden van de wortel waar de centrale cilinder ligt.

#### Centrale cilinder
De centrale cilinder bestaat uit houtvaten (xyleem) en zeefvaten (floëem) en zorgt voor het transport van water, voedingsstoffen en assimilaten. De hout- en zeefvaten worden omsloten door 1- of meerdere lagen cellen, dat pericambium en bij oudere wortels pericykel wordt genoemd. In deze laag worden de apicale meristemen voor de zijwortels gevormd.

#### Wortelknolletjes
Vlinderbloemigen, zoals erwt, tuinboon en robinia, leven in symbiose met de wortelknolletjesbacterie. Deze bacterie (Rhizobium sp.) stimuleert de wortels tot het vormen van knolletjes, waarin de bacteriën zitten.

### Het blad

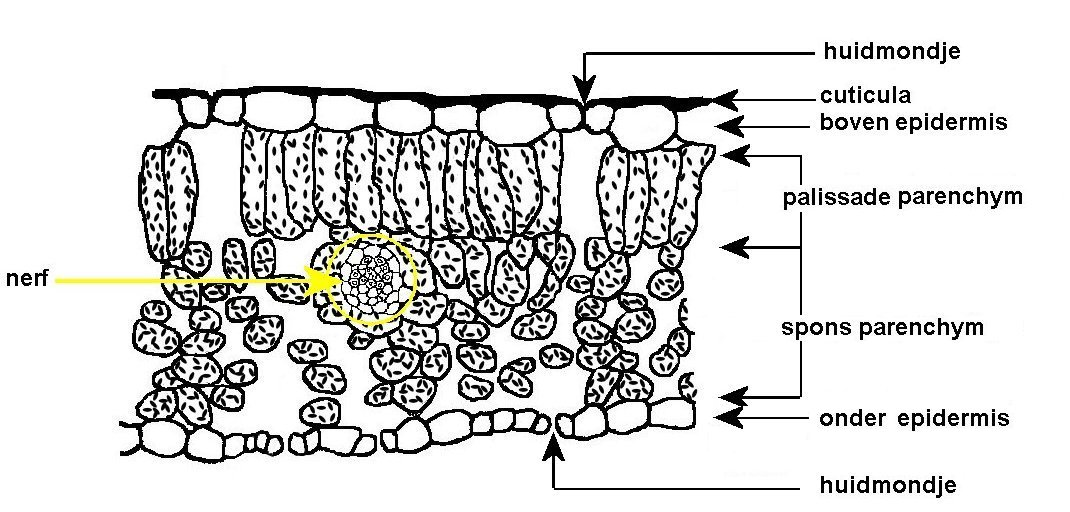
dwarsdoorsnede standaardblad

Het blad bestaat uit een bladsteel en een bladschijf. De bladschijf bestaat uit bladmoes en nerven.

### Secundaire diktegroei
Verdere diktegroei van een primaire stengel en primaire wortel gebeurt door toename van cellen. De al aanwezige cellen zijn voor het grootste deel uitgedifferentieerd, die niet meer in staat zijn tot celdeling. Secundaire diktegroei is de uitbreiding van het aantal cellen in de breedte van een plant. Het cambium dat verantwoordelijk is voor de secundaire diktegroei ligt bij primaire dicotyle stengels in eerste instantie tussen primair hout en primaire bast, dus in de vaatbundels. Zodra de secundaire diktegroei begint, breidt het cambium zich tussen de vaatbundels uit.
Uiteindelijk vormt het cambium een gesloten schede, de cambiumring. Het cambium gaat nu naar binnen toe secundair xyleem (houtcellen) en naar buiten toe secundair floëem (bastcellen) vormen. Door deze diktegroei barst de epidermis open en ontstaan lenticellen.

#### Wortel

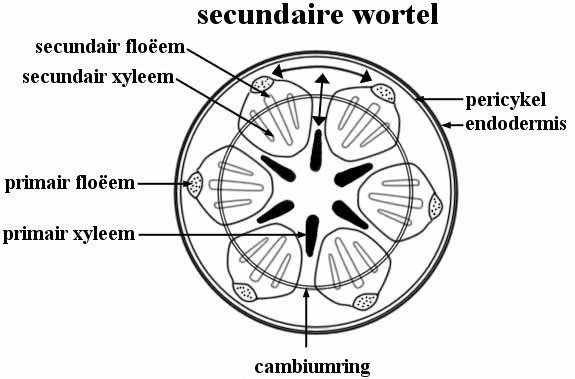
Schematische dwarsdoorsnede
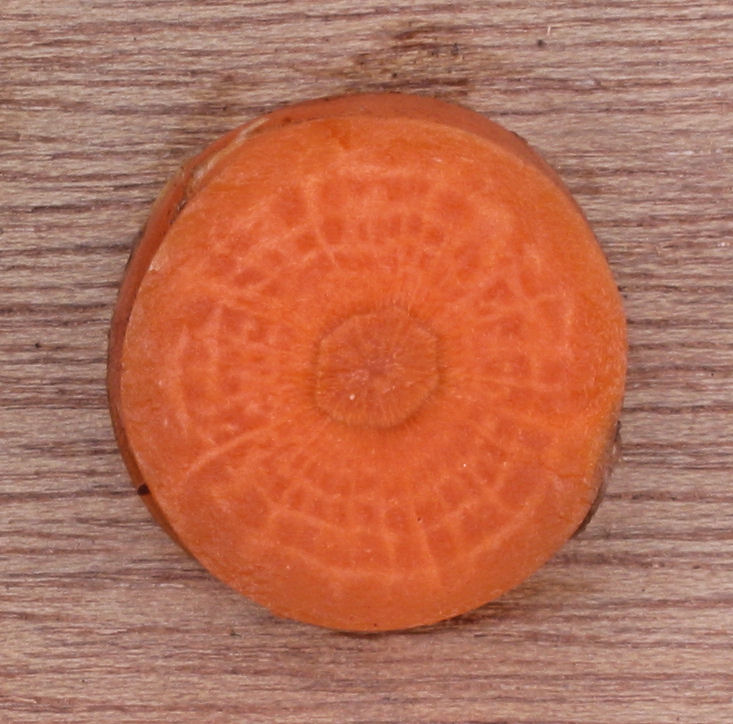
secundaire wortel: dwarsdoorsnede wortel 'Amsterdamse Bak'
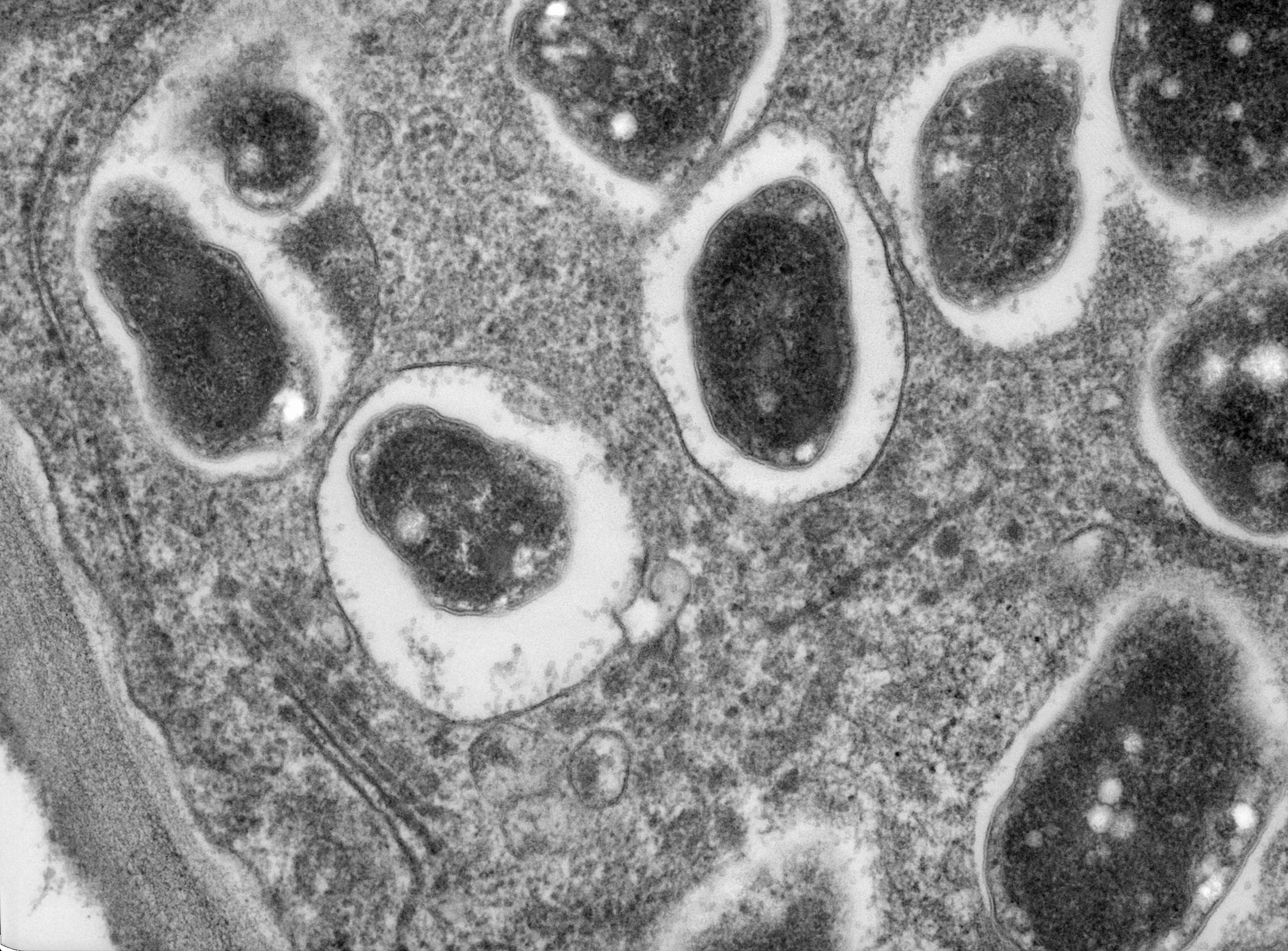
Dwarsdoorsnede van een wortel van soja met wortelknolletjes

#### Stengel

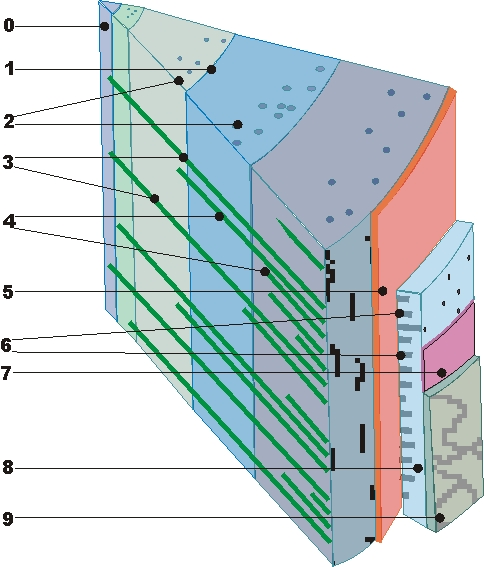
Tangentiale doorsnede van een 4-jarige stam:0 = merg; 1 = grens jaarring; 2 = harskanalen; 3 = primaire mergstralen; 4 = secundaire mergstralen; 5 = cambium; 6 = mergstralen in de bast; 7 = kurkcambium; 8 = bast; 9 = schors
Dwarsdoorsnede van een vlasstengel (tweezaadlobbige). 1=merg; 2=primairxyleem; 3=xyleem; 4=floëem; 5=sclerenchym (de vezel); 6=primaire schors (cortex); 7=epidermis
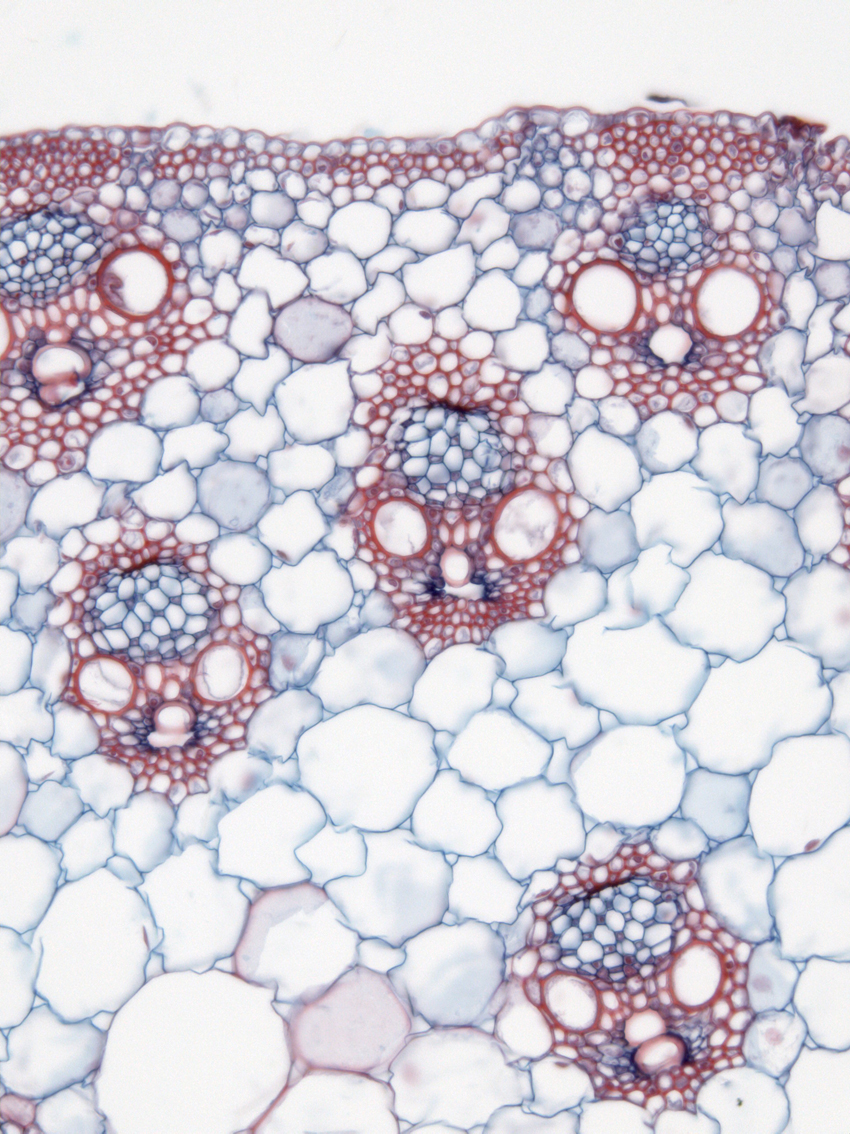
Dwarsdoorsnede van een maisstengel (eenzaadlobbige) met verspreid liggende vaatbundels

### Vrucht
De vruchten van planten zijn ontstaan uit een of meer van de volgende onderdelen:
- bloemsteel
- bloembodem
- vruchtbeginsel(s)

Een compleet zaad bestaat ten minste uit een wortel, stengel en cotylen. Zaadlobben of cotylen zijn verdikte bladeren met reservestoffen. Omdat de situatie per plantengroep anders kan zijn, is de anatomie zeer divers.

### Plantenmorfologie
De zaadplanten zijn morfologisch gezien opgebouwd uit drie hoofdorganen: wortel, stengel en blad. Alle andere plantendelen die op het eerste gezicht niet tot een van deze drie gerekend kunnen worden, blijken bij nadere bestudering meestal uit een of meerdere van deze drie afgeleid te kunnen worden. Deze delen worden daarom afgeleide organen genoemd. De hoofdorganen en enkele afgeleide organen zijn:
1. wortel
  - wortelknollen
2. stengel
  - stengelknollen
  - bollen: verkorte stengel met rokken (van bladen)
  - takdoorns
  - stengelranken
  - uitlopers (stolonen): bovengrondse stengel
  - wortelstokken (rizomen): ondergrondse stengel
3. blad
  - bladranken
  - bladdoorns
  - fyllodium
  - onderdelen van de bloem zoals:
    - kelkblad
    - kroonblad
    - meeldraad
    - vruchtblad

  - gespecialiseerde vallen (bij vleesetende planten), zoals bekerval, zuigval, fuikval en kleefval.

Aan het oppervlak van de organen kunnen zich nog aanhangsels bevinden, zoals haren en stekels. Bij de aanhangsels van rozen en bramen is het onduidelijk uit welk weefsel deze gevormd zijn, waardoor het niet mogelijk is vast te stellen of het een doorn (emergens) of een stekel is.

## Mossen
In hun levenscyclus kennen mossen een haploïde gametofyt (haplofase) en een diploïde sporofyt (diplofase).
De diploïde sporofyt bestaat uit een voet, die verankerd is in de mosplant, een kapselsteel (seta) en een sporenkapsel. De sporofyt is betrekkelijk goed beschermd tegen uitdroging door de aanwezigheid van een epidermis (een cellaag dik) met een wasachtige cuticula. In de sporenkapsels worden de sporen gevormd, die zorgen voor de verspreiding van de mossen.
De haploïde gametofyt is de eigenlijke mosplant, die zich uit een spore via het protonema-stadium met mosknoppen ontwikkeld heeft. De mosplanten hebben geen wortels, maar zijn aan het substraat verankerd met rizoïden. De stengels van de mossen kunnen enkelvoudig zijn tot sterk vertakt. Stengels en takken dragen de bladen. Bladen zijn slecht één cellaag dik, met uitzondering van de bladnerven (0-2 per blaadje) en zelden ook de bladranden.
De voortplantingsorganen, de antheridia (die de zaadcellen vormen) en de archegonia (met de eicellen), staan meestal gegroepeerd op de mosplant. Met behulp van een waterfilm of van spatwater kunnen de zaadcellen bij de eicel terecht komen en deze bevruchten. Uit de zygote (bevruchte eicel) ontwikkelt zich de op de mosplant parasiterende sporofyt.